# Maria Carmen Pardo Salgado
Maria Carmen Pardo Salgado és professora d'història de la música a la Universitat de Girona. Ha traduït i editat els escrits del compositor John Cage, ha publicat sobre Iannis Xenakis, Karlheinz Stockhausen i György Ligeti i sobre la globalització en la música. Investiga també la relació entre art contemporani i tecnologia.

## Obra publicada
- Pardo, M. C. En el silencio de la cultura, ed. Sexto piso, 2016
- Pardo, M. C. En el mar de John Cage, ed. La Central, Barcelona, 2009
- Pardo, M. C. Las TIC: una reflexión filosófica, ed. Laertes, Barcelona, 2009.
- Pardo, M. C. "Approche de John Cage. L'écoute oblique" (traducció de La Escucha oblicua: una invitación a John Cage, distingit amb el Coup de Coeur de l'Académie Charles Cross, 2008, a l'apartat de publicacions de música contemporània), L'Harmattan. Collection Musique-Philosophie, Paris, 2007
- Pardo, M. C. Robert Wilson (edició en castellà i anglès, en col·laboració amb Miguel Morey), Ed. Polígrafa. Colección 20_21, Barcelona, 2003
- Pardo, M. C. La escucha oblicua: una invitación a John Cage, Ed. Universitat Politècnica de València. Colección Letras Humanas, 2001.
- Pardo, M. C. John Cage. Escritos al oído (presentació, edició i traducció), Colección de Arquilectura (38). Colegio oficial de Aparejadores y Arquitectos Técnicos, Murcia, 1999.